# جون راسيل إيفانز
جون راسيل إيفانز (بالإنجليزية: John Russell Evans) هو لاعب بولينغ بريطاني، ولد في 29 مايو 1935.

## روابط خارجية
- جون راسيل إيفانز على موقع اتحاد ألعاب الكومنولث (مؤرشف) (الإنجليزية)